# PWZ Zuidenveld Tour
Le PWZ Zuidenveld Tour est une course cycliste sur route masculine disputée en Drenthe, aux Pays-Bas. Elle est également connue sous les noms « Zuid Oost Drenthe Classic » et « ZODC Zuidenveldtour ». Elle est organisée par la fondation Promotie Wielersport Zuid Oost Drenthe (PWZ, en français : Promotion du sport cycliste dans le sud-est de Drenthe). Créée en 1992, elle fait partie de l'UCI Europe Tour depuis 2013, en catégorie 1.2. Cette année-là, deux courses sont disputées, l'une remportée par Jeff Vermeulen, l'autre par Brian van Goethem.
L'édition 2020 est annulée en raison de la pandémie de maladie à coronavirus.

## Palmarès
| Année    | Vainqueur            | Deuxième                  | Troisième              |
| -------- | -------------------- | ------------------------- | ---------------------- |
| 1992     | Jeroen Blijlevens    | David Veenendaal          | Tonnie Teuben          |
| 1993     | Erik van der Heide   | Marcel Vegt               | Danny Stam             |
| 1994     | Jan de Leeuw         | Lex Nederlof              | Ronald Withag          |
| 1995     | Steven de Jongh      | Jeroen Slagter            | Arjan Vinke            |
| 1996     | Michael van der Wolf | Rudi Kemna                | Herold Dat             |
| 1997     | Sander Olijve        | Rudi Kemna                | Martin van Steen       |
| 1998     | Bart Boom            | Ronald Mutsaars           | Herman Fledderus       |
| 1999     | Mark ter Schure      | Andre van de Reep         | Bjorn Vonk             |
| 2000     | Bobbie Traksel       | Gerben van de Reep        | Herold Dat             |
| 2001     | Edwin Dunning        | Julien Smink              | Wally Buurstede        |
| 2002     | Angelo van Melis     | Marcel Luppes (nl)        | Arno Wallaard          |
| 2003     | Pascal Hermes        | Marcel Luppes (nl)        | Jos Pronk              |
| 2004     | Peter van Agtmaal    | Peter Schep               | Peter Olde Dubbelink   |
| 2005     | Bart Boom            | Jos Lucassen              | Raynold Smith          |
| 2006     | Jos Harms            | Wim Stroetinga            | Marco Bos              |
| 2007     | Marco Bos            | Marc Hester Hansen        | Martijn Lust           |
| 2008     | Marco Bos            | Bert-Jan Lindeman         | Joost Spring In't Veld |
| 2009     | Marcel Beima         | Jasper Lenferink          | Martijn Verschoor      |
| 2010     | Peter Schulting      | Glenn Clermonts           | Bert-Jan Lindeman      |
| 2011     | Bert-Jan Lindeman    | Jos Harms                 | Niels de Blaauw        |
| 2012     | Maurits Lammertink   | Dries Hollanders          | Bart van Haaren        |
| 2013 (1) | Jeff Vermeulen       | Niko Eeckhout             | Grischa Janorschke     |
| 2013 (2) | Brian van Goethem    | Johim Ariesen             | Sjoerd Kouwenhoven     |
| 2014     | Wim Stroetinga       | Phil Bauhaus              | Dylan Groenewegen      |
| 2015     | Jeff Vermeulen       | Wim Stroetinga            | Nicolai Brøchner       |
| 2016     | Elmar Reinders       | Taco van der Hoorn        | Yoeri Havik            |
| 2017     | Rick Ottema          | Joey van Rhee             | Stef Krul              |
| 2018     | Stef Krul            | Maarten van Trijp         | Aksel Nõmmela          |
| 2019     | Luuc Bugter          | Bas van der Kooij         | Yves Coolen            |
| 2020     | annulé               | annulé                    | annulé                 |
| 2021     | Elmar Reinders       | Daan van Sintmaartensdijk | Richard Habermann      |
| 2022     | Coen Vermeltfoort    | Tomáš Kopecký             | Marcus Sander Hansen   |